# Psy 4 de la Rime
Psy 4 de la Rime es una agrupación francesa de hip hop formado en 1995 en Marsella que incluye a cantantes raperos con antecedentes de inmigración de las excolonias francesas. Anteriormente el nombre original del grupo fue KDB, Kid Perro Negro. Los integrantes son Segnor Alonzo (de nombre Kassim Djae), Don Vincenzo (de nombre Illiassa Issilame) y Soprano ( de nombre Saïd M'Roubaba) originarios de Comoras, mientras que DJ Sya Styles (de nombre Rachid Aït Baar), es de origen marroquí. En 2006 reeditaron la canción perteneciente al grupo español Mecano, "Hijo de la luna", en la versión francesa titulada "Enfants de la lune", que lo cantarón a dúo con la cantante española Ana Torroja, en dos versiones a la vez, en francés y español.
En el 2009 colaboraron con el rapero español Porta en su segundo LP, Trastorno bipolar, en el tema "Entra en la arena".
En 2010 Soprano colabora con el Mc catalán Zpu en su tema "Primera clase" de su tercer LP, He tenido un sueño.

## Discografía
- 2002 Bloc Party
- 2005 Enfants de la Lune
- 2008 Les cités d'or
- 2013 4eme Dimension